# Eizo Yuguchi
Eizo Yuguchi (湯口 栄蔵 Yuguchi Eizō?, Osaka, Osaka, Imperio del Japón, 4 de julio de 1945 - Nara, Nara, Japón, 2 de febrero de 2003) es un futbolista japonés que se desempeñaba como mediocampista en el Yanmar Diesel.

## Clubes
| Club          | País  | Año         |
| ------------- | ----- | ----------- |
| Yanmar Diesel | Japón | 1968 - 1972 |